# کانگشی
کانگشی (به لاتین: Cangxi County) یک شهرستان در جمهوری خلق چین است که در گوانگیوان واقع شده‌است.

## خصوصیات
کانگشی ۷۸۰٬۰۰۰ نفر جمعیت دارد و ۳۹۰ متر بالاتر از سطح دریا واقع شده‌است.